# Dongguan TBA Tower
La Dongguan TBA Tower (in cinese: 东莞台商大厦) è un grattacielo nella città-prefettura di Dongguan, in Cina. L'edificio, la cui sigla TBA nome deriva dalla Taiwan Businessmen Association di Dongguan, è stato progettato dall'architetto francese Hervé Tordjman insieme allo studio di architettura HTA-Architecture & Partners.